# Ngalop
I Ngalop (lingua dzongkha: སྔ་ལོང) sono una tribù di origine tibetana che migrò verso il Bhutan nel IX secolo e introdusse in questa terra la cultura del Tibet e il buddismo. La loro lingua, Dzongkha, è la lingua ufficiale del regno e deriva, appunto, dall'antico tibetano.

## Popolazione
I Ngalop si concentrano nelle zone centro-occidentali del Bhutan, dove la popolazione nel 2010 era di circa 708.500 persone. Secondo le statistiche bhutanesi, negli anni 80, il 72% della popolazione era formata da Ngalop, Sharchop e altri gruppi tribali.

## Stile di vita
Le colture più importanti per i Ngalop sono patate e orzo.
Le case sono costruite principalmente con legno, argilla e mattone; i Ngalop sono inoltre conosciuti per la costruzione di monasteri-fortezze, noti come dzong che attualmente sono le sedi degli uffici governativi.